# Windsor Place (Misuri)
Windsor Place es una villa ubicada en el condado de Cooper, Misuri, Estados Unidos. Tiene una población estimada, a mediados de 2021, de 358 habitantes.

## Geografía
Está ubicada en las coordenadas 38°56′3″N 92°42′11″O / 38.93417, -92.70306 (38.934258, -92.703119). Según la Oficina del Censo de los Estados Unidos, tiene una superficie total de 2.32 km², correspondientes en su totalidad a tierra firme.

## Demografía
Según el censo de 2020, en ese momento había 358 personas residiendo en la zona. La densidad de población era de 154.31 hab./km². El 89.1% de los habitantes eran blancos, el 3.6% eran afroamericanos, el 1.7% eran de otras razas y el 5.6% eran de una mezcla de razas. Del total de la población, el 3.1% eran hispanos o latinos de cualquier raza.